# Colegio del Espíritu Santo
El antiguo Colegio del Espíritu Santo también conocido como la Rectoría de la Benemérita Universidad Autónoma de Puebla o Edificio Carolino actualmente. Fue fundado en 1580 gracias al apoyo del benefactor Melchor de Covarrubias. Se ubica al lado del edificio Carolino en la 4 sur y avenida Palafox y Mendoza del Centro Histórico de la Ciudad de Puebla.

## Historia
En 1534, Ignacio de Loyola un joven vasco, fundó la Orden de la Compañía de Jesús para la conversión de los herejes a cristianos y enseñarles la doctrina. En 1572, llegaron a México los primeros  padres Jesuitas. Y en 1578, a solicitud de los poblanos, la Compañía de Jesús se estableció en su primera posada en Puebla bajo el mandato del padre Pedro Morales; para dar  inicio a su labor docente un año más tarde con 18 alumnos en un colegio que pusieron bajo la protección de San Gerónimo, padre y doctor de la Iglesia. Para 1581 había logrado adquirir varias casas, lo que permitió separar el Colegio del Espíritu Santo del de San Gerónimo que mantuvo su función de residencia de los colegiales.
Desde su inicio, el Colegio del Espíritu Santo fue el foco del humanismo, caridad y de la ciencia en la región. Sus aulas recibieron a destacados hombres de letras y humanidades. 
Sin embargo los conflictos políticos en España repercutieron en el Colegio del Espíritu Santo. El 25 de junio de 1767, los jesuitas fueron expulsados de los dominios españoles por el rey Carlos III. 
Por lo que en la junta celebrada el 22 de marzo de 1770, se acordaron cinco aplicaciones diferentes para el colegio del Espíritu Santo. Su edificio, constituido por tres casas, permitió disponer que su primer patio se destinara para escuela pública de primeras letras, dirigida por maestros seculares.
Para el segundo patio, se dispuso separarlo del anterior con una pared y ocuparlo como “pupilaje de indios” hijos de caciques, a quienes en castellano se les debía enseñar la Doctrina Cristiana y civil. El tercer patio, que en esa fecha se encontraba ocupado por los jesuitas enfermos, se habilitó para una “casa de amiga” o escuela de niñas, con la disposición de admitir todas las que el espacio permitiera.
La parte alta del colegio se proyectó para casa o colegio correccional de clérigos, con los directores necesarios para dar ejercicios a los sacerdotes ordenados y otros que quisieran recibirlos; dando a esta casa el nombre de Colegio Carolino. Por lo anterior, entendemos que la nominación de Colegio Carolino, aparece desde 1771, y no en 1790 cuando se fusionaron los colegios.

### Fusión de los colegios
En  mayo de 1785, se  realizó una junta donde se acordó que en el Colegio del Espíritu Santo se unieran los de San Gerónimo y San Ignacio, a nombre  y advocación de Colegio Carolino. En el año de 1790, el Virrey de la Nueva España, Don Vicente de Guames, Conde de Revillagigedo, se dispuso a seguir órdenes de altos mandos que al Colegio del Espíritu santo, se unieran los de San Jerónimo y San Ignacio, bajo la advocación de Colegio Carolino, quedando de inmediato bajo el Real Patronato de su majestad Carlos III.
Y  para el año de 1825, el Congreso del Estado otorgó al gobernador la autorización para realizar una inspección al Colegio del Espíritu Santo y, a partir de entonces, formal y legalmente, la administración del plantel empezó a depender del gobierno estatal.

## Patrimonio
En conmemoración del colegio del espíritu santo se colocaron cuadros en los salones principales :
- retratos de cuerpo entero del virrey Revillagigedo y del primer rector licenciado José Mariano Lezama y Camarillo
- Al igual que del fundador del colegio don Melchor de Covarrubias
- Uno de los cuadros representa una alegoría del Espíritu Santo con el título de El Pentecostés o descendimiento del Espíritu Santo
- El segundo cuadro titulado El patrocinio de San José y el niño Jesús sobre los Estudiantes y maestros jesuitas

## Arquitectura en el interior

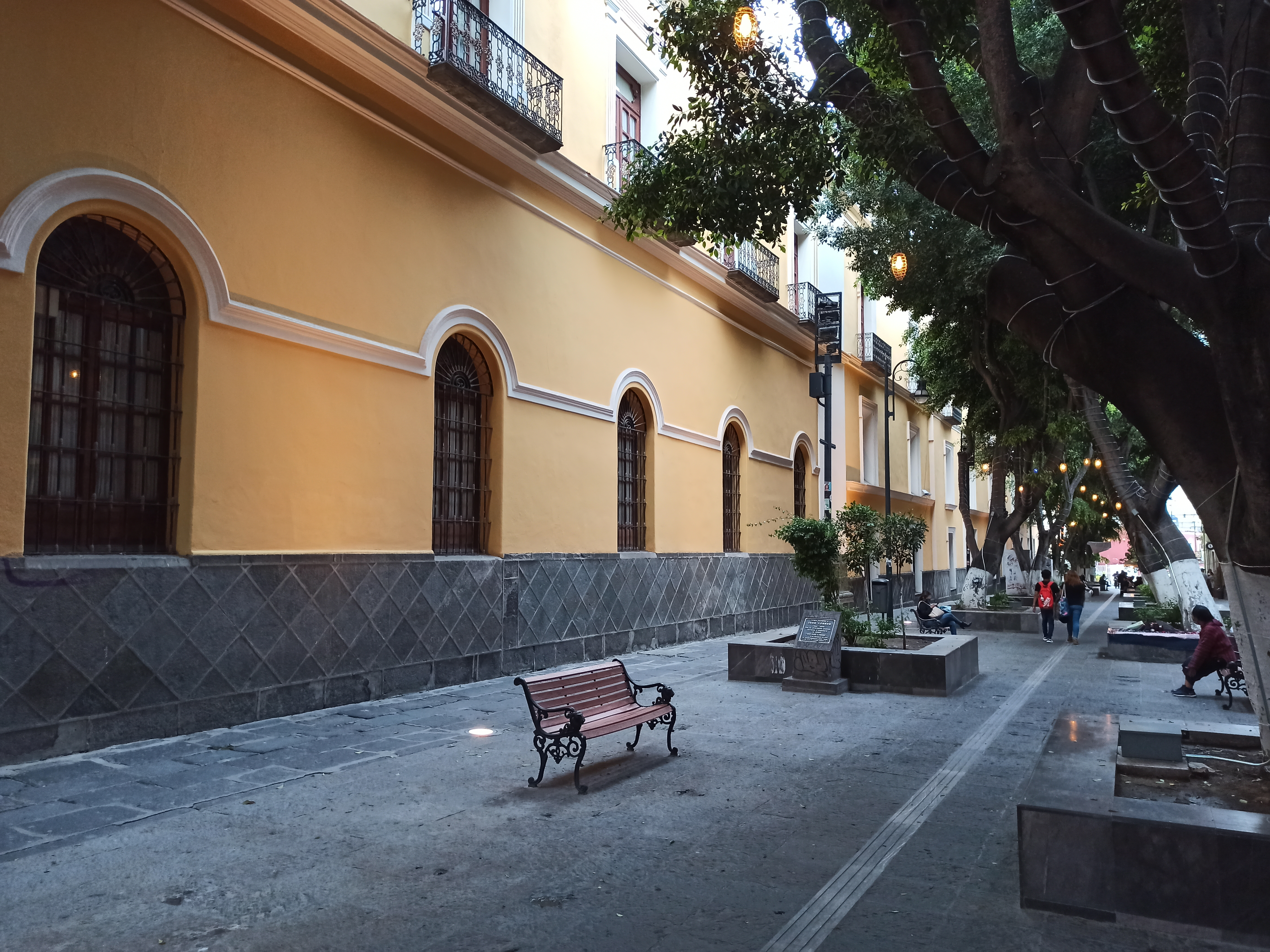

Durante los siglos XVII y XVIII la arquitectura virreinal, en Puebla fue a cuenta del antiguo obispado, sus principales características son muy puntuales, así como diferencias en sus zonas como resultado del empleo de algunos elementos constructivos, arquitectónicos y de ornamentación. Entre ellos la Yaseria.
En la Puebla de los Ángeles las yeserías se comenzaron a usar a partir de las primeras décadas del siglo XVII. De las yeserías barrocas poblanas más tempranas se tienen las del interior del templo de San Cristóbal y las de la capilla del Rosario, La capilla doméstica del colegio del Espíritu Santo y las que enmarcan las pinturas de la capilla de la casa de Alfeñique.